# 구대구상업학교본관
구대구상업학교본관(舊大邱商業學校本館)은 대구광역시 중구에 있는 일제강점기의 건축물이다. 2003년 4월 30일 대구광역시의 유형문화재 제48호로 지정되었다.

## 개요
구 대구공립상업학교의 본관으로 건축된 건물로 ‘一’자형의 붉은 벽돌쌓기 2층 건물이다. 정면 중앙의 돌출된 포치를 중심으로 좌우대칭의 형태이며, 평면은 편복도식의 교사로 정면 중앙의 포취와 연결된 중앙의 계단 홀을 중심으로 좌우에 교실을 두었다. 계단실 배면에 부 출입구를 두어 건물 배면으로도 출입할 수 있게 했다. 근년에 건물 내부의 칸막이벽 창호, 마감재 등이 일부 바뀌었지만 건물 전체의 형태 및 내부구조는 당시의 모습을 잘 간직하고 있다. 대구 지역 상업교육의 요람이라는 역사적 의미와 건물의 외관 구성 및 형태 요소의 채용 수법 등에서 당시의 건축적 상황과 서양건축의 유입과정을 살필 수 있는 건축사 연구의 자료적 가치를 담고 있다.

## 참고 문헌
- 구대구상업학교본관 - 국가유산청 국가유산포털